# Paraclinus cingulatus
Paraclinus cingulatus är en fiskart som först beskrevs av Barton Warren Evermann och Marsh, 1899.  Paraclinus cingulatus ingår i släktet Paraclinus och familjen Labrisomidae. Inga underarter finns listade i Catalogue of Life.